# U-Bahnhof Schloß Strünkede
Der U-Bahnhof Schloß Strünkede ist ein Tunnelbahnhof in der kreisfreien Stadt Herne im Ruhrgebiet. Er ist der nördlichste Bahnhof der Stadtbahn Bochum und ist nach dem Wasserschloss Strünkede benannt.

## Lage und Aufbau

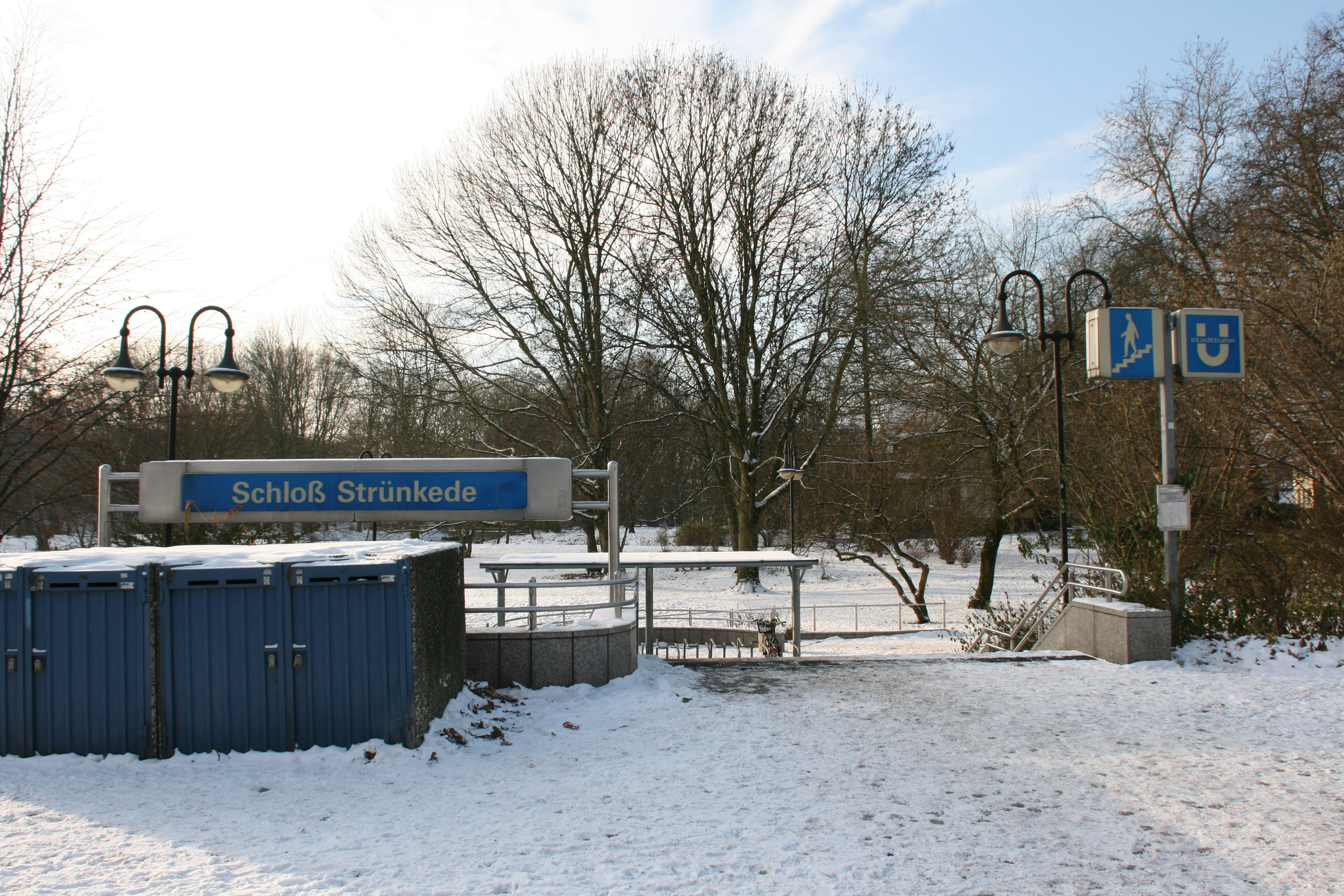
Ausgang zum Schlosspark im Winter
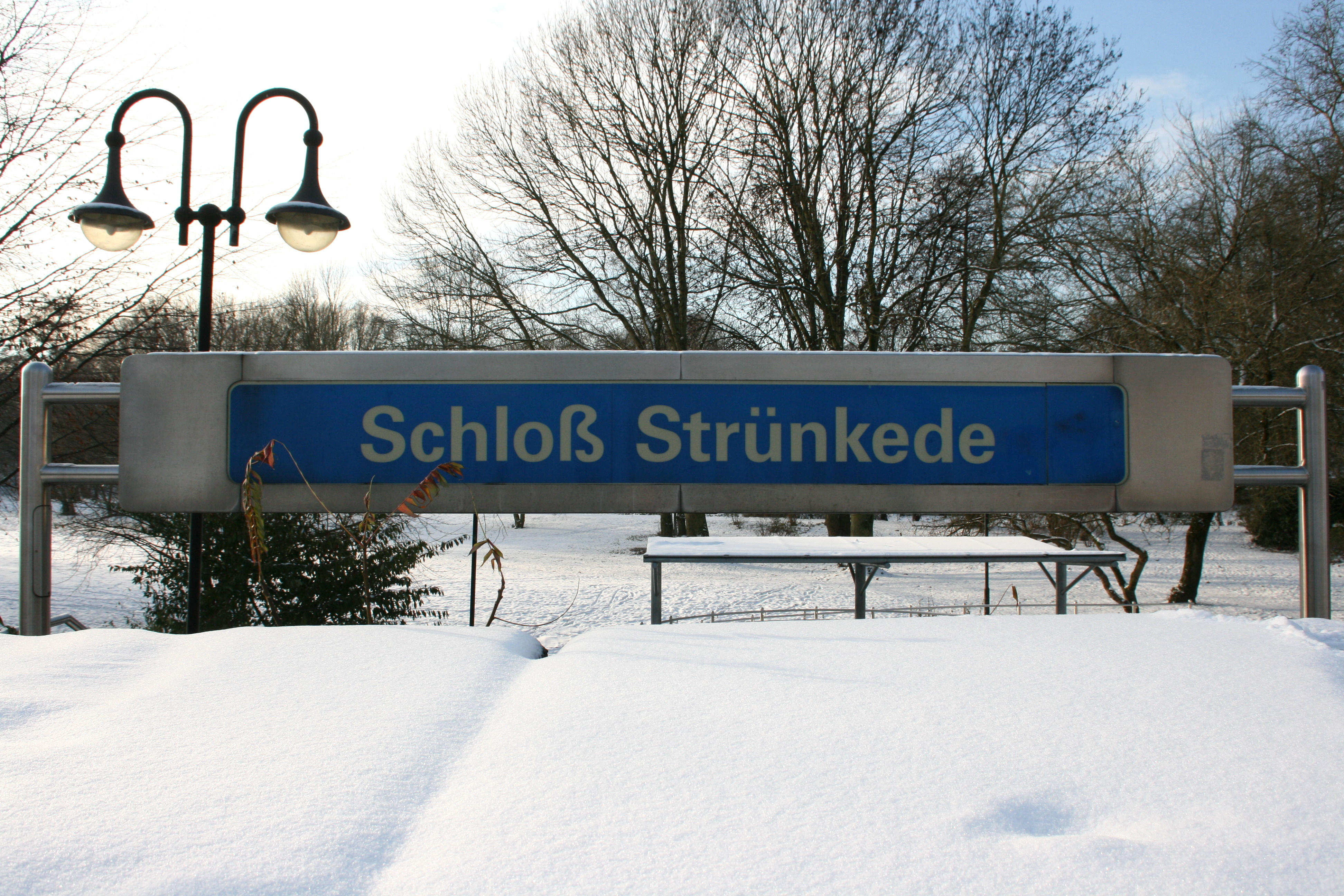
Ausgang zum Schlosspark im Winter
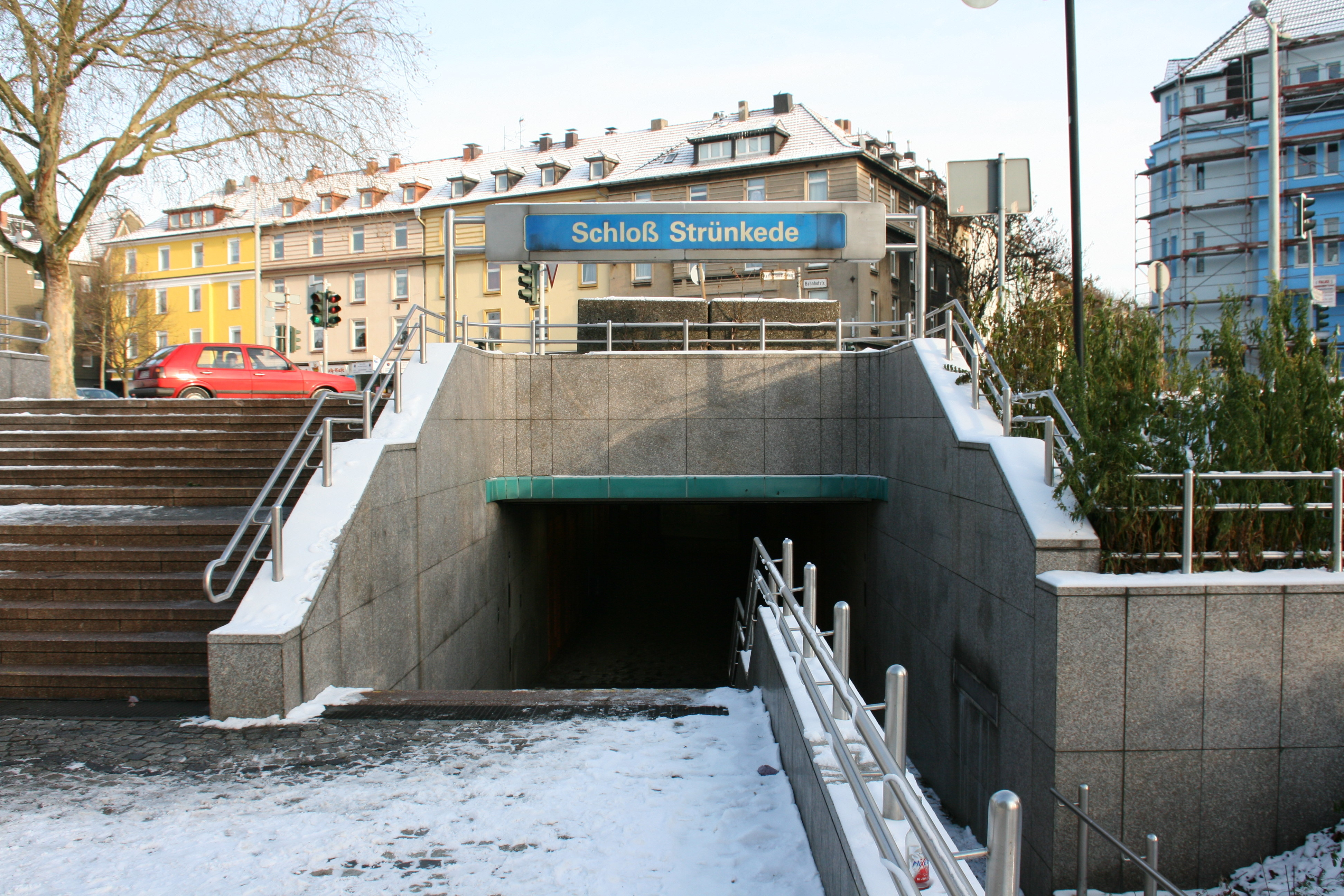
Ausgang zum Schlosspark im Winter
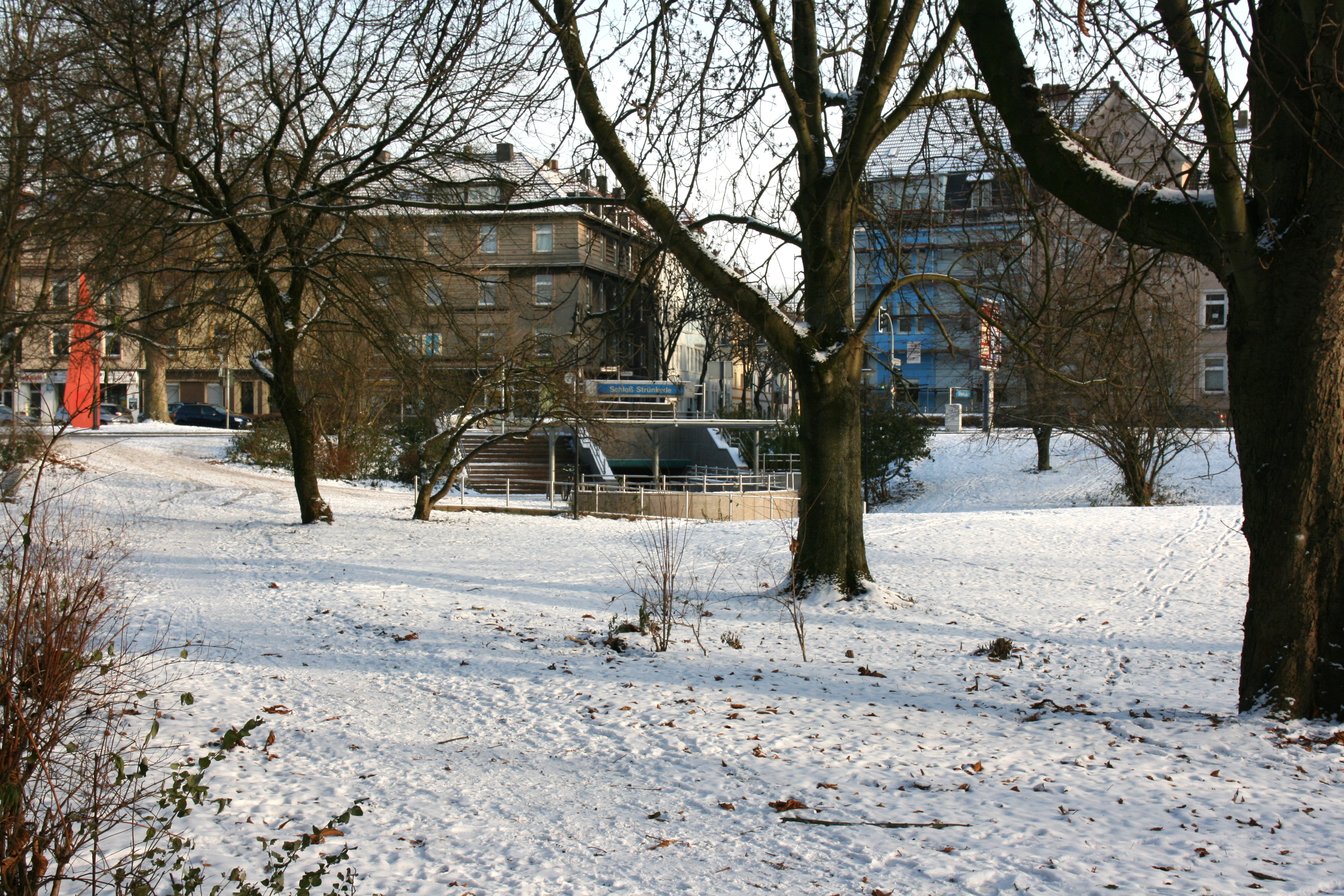
Ausgang zum Schlosspark im Winter, versteckt zwischen den Bäumen
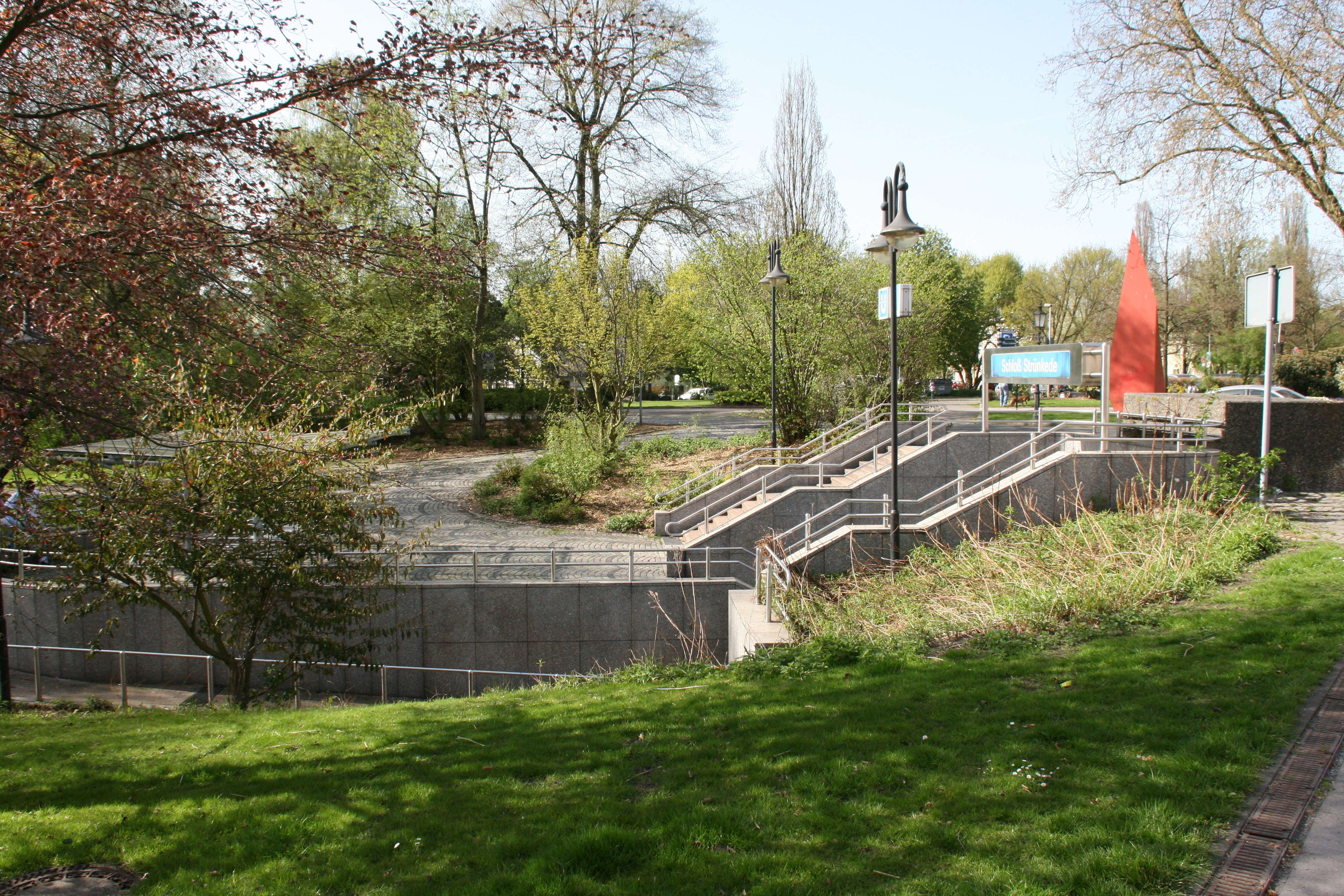
Ausgang zum Schlosspark im Sommer

Der U-Bahnhof ist der nördliche Endbahnhof der Stadtbahnlinie U35. Er befindet sich im Herner Stadtteil Baukau nahe dem namensgebenden Wasserschloss Strünkede. Ein Ausgang führt direkt in den Schlosspark. Neben dem Wasserschloss erschließt er die Siedlung, die von der Bahnhofstraße und der Nordstraße eingegrenzt wird.
Er liegt etwa 920 m nördlich des benachbarten U-Bahnhofs Herne Bahnhof.
Der U-Bahnhof hat einen Mittelbahnsteig.

## Planungen
Früher war geplant, die Stadtbahnstrecke über Schloß Strünkede hinaus weiter nördlich ins benachbarte Recklinghausen zu bauen. Dabei käme eine Streckenführung im Tunnel entlang der Bahnhofstraße bzw. (auf Recklinghauser Stadtgebiet) Bochumer Straße in Frage. Da Recklinghausen aus der Stadtbahngesellschaft Rhein-Ruhr austrat, wurden die Pläne aufgegeben. Aus heutiger Sicht (Stand 2021) wäre Recklinghausen finanziell nicht in der Lage, die U-Bahn weiter zu bauen, sodass Schloß Strünkede wohl auch in Zukunft der nördliche Endpunkt der Linie U35 bleibt.

## Linien
Der U-Bahnhof wird durch die Linie U35 der Stadtbahn Bochum bedient.
| Linie | Linienverlauf | Takt   |
| ----- | --- | ------ |
| U 35  | U Herne, Schloß Strünkede – U Herne Bf – U Herne Mitte – U Archäologie-Museum/Kreuzkirche – U Hölkeskampring – U Herne, Berninghausstraße – U Bochum, Rensingstraße – U Riemke Markt – U Zeche Constantin – U Feldsieper Straße – U Deutsches Bergbau-Museum – U Bochum Rathaus (Nord) – U Bochum Hbf – U Oskar-Hoffmann-Straße – U Waldring – Wasserstraße – Brenscheder Straße – Markstraße – Gesundheitscampus – Ruhr-Universität – Lennershof BO – Bochum Hustadt (TQ) Die Linie U 35 heißt auch „CampusLinie“ | 10 min |

Neben der U35 bedienen den Bereich der Stadtbahn-Station an der Oberfläche einige Buslinien Hernes, darunter auch die Schnellbuslinie SB20, die eine Verbindung mit Recklinghausen herstellt.
| Linie | Verlauf | Takt (Mo–Fr) | Betreiber |
| ----- | --- | ------------ | --------- |
| SB20  | Recklinghausen Hbf – Viehtor – Paulusviertel – Hillerheide – Recklinghausen-Süd – Herne Schloß Strünkede – Herne Bf | 10 min       | Vestische |
| 362   | Siedlung Eichenforst – Pantringshof – Schloß Strünkede – Herne Bf – Herne Mitte – Kulturzentrum – Holsterhausen Süd – Solbad – Wanne-Eickel Hbf | 15 min       | HCR       |
| NE5   | Recklinghausen Hbf – Viehtor – Paulusviertel – Hillerheide – Recklinghausen-Süd – Schloß Strünkede – Herne Bf NachtExpress: In den Nächten von Freitag auf Samstag, Samstag auf Sonntag und vor Feiertagen | 60 min       | Vestische |
| NE32  | NachtExpress: Herne Bf → Horsthausen → Pantringshof → Schloß Strünkede → Herne Bf → Herne Mitte → Archäologie-Museum/Kreuzkirche → Tierpark Gysenberg → Siedlung Constantin → Herne-Süd → Flottmann-Hallen → Hölkeskampring → Herne Bf Fährt in den Nächten Freitag/Samstag, Samstag/Sonntag, vor Feiertagen und nach besonderer Ankündigung | 60 min       | HCR       |